# Proštinska buna
Proštinska buna, pobuna seljaka Proštine protiv fašističkog terora. Započeta na početak veljače 1921., a ugušena 5. travnja 1921. godine. Gotovo se istodobno u susjednoj Labinštini odvijao pokret rudara poznat kao Labinska republika, a oboje su bili pokušaj otpora ugnjetavanoga stanovništva fašističkim paravojnim i paradržavnim grupacijama, koje su nakon talijanske okupacije i Rapallskoga ugovora, uz prešutan pristanak službenih vlasti, terorizirale Hrvate i Slovence te ideološke neistomišljenike u Istri. Radi zastrašivanja pučanstva fašističke su skvadre upadale u istarska sela. Prvi takav pohod u Krnicu i Proštinu poduzele su u noći 2. na 3. veljače 1921., drugi sredinom ožujka, a treći početkom travnja iste godine. Zbog toga su Proštinari odlučili pružiti organizirani otpor. Glavni organizator otpora bio je Ante Ciliga, koji je na Proštini, zajedno s tamošnjim komunistima, osnovao partijsku organizaciju. Postrojbe regularne talijanske vojske i policije s 400-tinjak pripadnika, te sa 100-tinjak članova fašističkih skvadra upale su u proštinska sela 5. travnja 1921. i slomile otpor tamošnjih tristotinjak slabo naoružanih seljaka. Fašisti su spalili selo Šegotiće te još nekoliko kuća u ostalim selima. Od 400 osoba privedenih u puljski istražni zatvor, protiv 12-orice pokrenut je kazneni postupak, ali su odlukom talijanske vlade potpali pod opću političku amnestiju i oslobođeni daljnjega sudskoga progona.